# Walter Skurko
Walter Eduardo Skurko Bello (Montevideo, 8 agosto 1971) è un allenatore di calcio a 5 ed ex giocatore di calcio a 5 uruguaiano.

## Carriera
Con la nazionale maschile di calcio a 5 dell'Uruguay, Skurko ha disputato il FIFA Futsal World Championship 2000 in cui la selezione sudamericana, qualificata come terza della zona CONMEBOL, è stata eliminata nel girone del primo turno comprendente Paesi Bassi, Egitto e Thailandia.

## Palmarès
- Campionato di Serie A2: 1

Reggio: 2003-04